# Gmina związkowa Altenglan
Gmina związkowa Altenglan (niem. Verbandsgemeinde Altenglan) – dawna gmina związkowa w Niemczech, w kraju związkowym Nadrenia-Palatynat, w powiecie Kusel. Siedziba gminy związkowej znajdowała się w miejscowości Altenglan.
1 stycznia 2018 gmina związkowa została połączona z gminą związkową Kusel i utworzyła tym samym nowa gminę związkową Kusel-Altenglan.

## Podział administracyjny
Gmina związkowa zrzeszała 16 gmin wiejskich:
1. Altenglan
2. Bedesbach
3. Bosenbach
4. Elzweiler
5. Erdesbach
6. Föckelberg
7. Horschbach
8. Neunkirchen am Potzberg
9. Niederalben
10. Niederstaufenbach
11. Oberstaufenbach
12. Rammelsbach
13. Rathsweiler
14. Rutsweiler am Glan
15. Ulmet
16. Welchweiler.